# Хустський район
Хустський район (Хустщина) — район Закарпатської області України, утворений 2020 року. Адміністративний центр — місто Хуст.

## Історія
Район створено відповідно до постанови Верховної Ради України № 807-IX від 17 липня 2020 року.
Раніше територія району входила до складу Хустського (до 2020), Міжгірського, частково Іршавського та Свалявського районів, ліквідованих тією ж постановою.

## Передісторія земель району
До 2020 року територія району складалася з Хустського (до 2020), Міжгірського, частково Іршавського та Свалявського районів, ліквідованих постановою Верховної Ради України № 807-IX від 17 липня 2020р.

## Географія
Район знаходиться у центрі Закарпатської області. На півдні має незначний вихід до державного кордону з Румунією.
Є найбільшим за площою та кількістю населення районом Закарпаття.
| на півночі — | місцевість поблизу витоку річки Рипинка у районі гори Магура на північ від села Верхній Студений Пилипецької громади |
| на півдні —  | місцевість на кордоні з Румунією на південь від села Яблунівка Вишківської громади                                   |
| на заході —  | місцевість у лісі на захід від сіл Загаття та Климовиця Іршавської громади                                           |
| на сході —   | місцевість поблизу витоку річки Озерянки на схід від села Береги Синевирської громади                                |

### Рельєф
Найнижче знаходяться населені пункти Гребля та Заріччя Зарічанської громади (~ 125 м), а найвище - село Береги (середня висота поселення - 1000 м, цікаво що центр села на висоті 1080 м). Але найвище розташованоні помешкання на хуторі Буковинка, що адміністративно відносяться до села Синевирська Поляна. Хати там побудовані на висоті 1000-1100 м над рівнем моря.
Найнижча точка району - у маленькому анклаві Хустського району поблизу злиття рік Іршавка та Боржава на південний захід від села Заріччя (~ 120 м). Найвища місцевість - гора Стримба (1719 м) на хребті Стримба хрупи хребтів Внутрішні Ґорґани масиву Ґорґани, що в околицях села Колочава.

### Гідрологія
Найбільші річки: Тиса, Ріка, Теребля, Озерянка, Сухар, Хустець, Рипинка, Голятинка, Бистрак, Боржава, Кушниця, Іршавка, Ільничка, Синявка, Байлова та інші.
Озера: Синевир
Водосховища: Вільшанське водосховище
Водоспади: Шипот, Рудавець

## Адміністративний поділ

### Населені пункти
Кількість населених пунктів 143:
1. село Івашковиця
2. село Іза
3. село Ізки
4. село Ільниця
5. село Імстичово
6. місто Іршава
7. село Береги
8. село Березники
9. село Березово
10. село Бороняво
11. село Бронька
12. село Брід
13. село Буковець
14. село Білки
15. село Велика Розтока
16. село Великий Раковець
17. село Велятин
18. село Вертеп
19. село Верхній Бистрий
20. село Верхній Студений
21. селище Вишково
22. село Вучкове
23. село Вільхівка
24. село Вільшани
25. село Голятин
26. село Гонцош
27. село Горб
28. село Горінчово
29. село Гребля
30. село Данилово
31. село Дешковиця
32. село Довге
33. село Драгово
34. село Дуби
35. село Дубрівка
36. село Діл
37. село Ділок
38. село Забереж
39. село Заболотне
40. село Забрідь
41. село Заверхня Кичера
42. село Завийка
43. село Загаття
44. село Загорб
45. село Залом
46. село Запереділля
47. село Зарічне
48. село Заріччя
49. село Золотарьово
50. село Каллів
51. село Карповтлаш
52. село Келечин
53. село Керецьки
54. село Климовиця
55. село Кобалевиця
56. село Колочава
57. село Копашново
58. село Косів Верх
59. село Кошельово
60. село Крайниково
61. село Крайня Мартинка
62. село Крайнє
63. село Крива
64. село Кривий
65. село Кутлаш
66. село Кушниця
67. село Кіреші
68. село Кічерели
69. село Липецька Поляна
70. село Липовець
71. село Липча
72. село Лисичово
73. село Лоза
74. село Лозянський
75. село Локіть
76. село Лопушне
77. село Луково
78. село Лунка
79. село Лісковець
80. село Майдан
81. село Мала Розтока
82. село Малий Раковець
83. село Медвежий
84. село Мерешор
85. село Модьорош
86. село Монастирець
87. селище Міжгір'я
88. село Нанково
89. село Негровець
90. село Нижнє Болотне
91. село Нижнє Селище
92. село Нижній Бистрий
93. село Нижній Студений
94. село Новоселиця
95. село Облаз
96. село Ожоверх
97. село Олександрівка
98. село Осава
99. село Осій
100. село Пилипець
101. село Подобовець
102. село Поляна
103. село Посіч
104. село Поточок
105. село Потік
106. село Приборжавське
107. село Присліп
108. село Противень
109. село Підгірне
110. село Підчумаль
111. село Ракош
112. село Рекіти
113. село Репинне
114. село Розтока
115. село Рокосово
116. село Ряпідь
117. село Річка
118. село Свобода
119. село Синевир
120. село Синевирська Поляна
121. село Слоповий
122. село Смологовиця
123. село Собатин
124. село Сойми
125. село Сокирниця
126. село Сопки
127. село Становець
128. село Стеблівка
129. село Стригальня
130. село Суха
131. село Сухий
132. село Сюрюк
133. село Тополин
134. село Торунь
135. село Тюшка
136. село Тітківці
137. місто Хуст
138. село Хустець
139. село Чертіж
140. село Чорний Потік
141. село Шаян
142. село Широке
143. село Яблунівка

### Громади
Кількість територіальних громад 13:
1. Колочавська територіальна громада (сільська)
2. Драгівська територіальна громада (сільська)
3. Керецьківська територіальна громада (сільська)
4. Зарічанська територіальна громада (сільська)
5. Синевирська територіальна громада (сільська)
6. Міжгірська територіальна громада (селищна)
7. Іршавська територіальна громада (міська)
8. Білківська територіальна громада (сільська)
9. Вишківська територіальна громада (селищна)
10. Пилипецька територіальна громада (сільська)
11. Хустська територіальна громада (міська)
12. Довжанська територіальна громада (сільська)
13. Горінчівська територіальна громада (сільська)

### Площа та населення
| Номер | Назва громади | Статус   | Центр         | Площа | Населення (2020 р.) | Щільність населення |
| ----- | ------------- | -------- | ------------- | ----- | ------------------- | ------------------- |
| 1.    | Білківська    | Сільська | с. Білки      | 149,2 | 20650               | 138,4               |
| 2.    | Вишківська    | Селищна  | смт. Вишково  | 179,9 | 16109               | 89,5                |
| 3.    | Горінчівська  | Сільська | с. Горінчово  | 223,6 | 12785               | 57,2                |
| 4.    | Довжанська    | Сільська | с. Довге      | 257,5 | 16801               | 65,2                |
| 5.    | Драгівська    | Сільська | с. Драгово    | 148,1 | 13821               | 93,3                |
| 6.    | Зарічанська   | Сільська | с. Заріччя    | 41,6  | 8333                | 200,3               |
| 7.    | Іршавська     | Міська   | м. Іршава     | 309,5 | 35893               | 116,0               |
| 8.    | Керецьківська | Сільська | с. Керецьки   | 298,9 | 14959               | 50,0                |
| 9.    | Колочавська   | Сільська | с. Колочава   | 161,5 | 8757                | 54,2                |
| 10.   | Міжгірська    | Селищна  | смт. Міжгір'я | 554,1 | 24896               | 44,9                |
| 11.   | Пилипецька    | Сільська | с. Пилипець   | 199,6 | 7095                | 35,5                |
| 12.   | Синевирська   | Сільська | с. Синевир    | 254,5 | 6376                | 25,1                |
| 13.   | Хустська      | Міська   | м. Хуст       | 402,3 | 80858               | 201,0               |